# Ibiá
Ibiá là một đô thị thuộc bang Minas Gerais, Brasil. Đô thị này có diện tích 2707,582 km², dân số năm 2007 là 22069 người, mật độ 8,5 người/km².